# Poslední legie
Poslední legie, anglicky The Last Legion, je koprodukční film (Velká Británie, Itálie, Francie, Tunisko) z roku 2007 režiséra Douga Leflera, který byl natočen podle stejnojmenné italské novely z roku 2003, jejímž autorem je Valerio Massimo Manfredi. Jde o fiktivní akční válečné drama, které vypráví smyšlený mírný fantasy příběh posledního císaře Západořímské říše, který se stal údajným otcem Krále Artuše a do Británie také údajně dopravil legendární římský císařský meč pocházející z dob prvního římského císaře Gaia Julia Casera, později známý jako Excalibur. Hlavní role zde vytvořili Colin Firth, Thomas Sangster, Ben Kingsley a Aishwarya Rai Bachchan.

## Děj
Děj snímku začíná v roce 460 v Římě, kdy se náhodně a anonymně pouze jeden den před svou oficiální korunovací poprvé seznámí poslední západořímský císař Romulus Augustus a jeho řecký učitel a čaroděj Ambrosinus (Ben Kingsley) s římským velitelem císařské gardy Aureliem (Colin Firth). Romulus Augustus (Thomas Sangster) je teprve chlapec, který je nejen fyzicky slabý ale politicky zcela nezkušený a naivní. Velmi brzy po jeho slavnostní korunovaci se římští germánští spojenci vedení Odorakerem vzbouřili a zavraždili oba císařovy rodiče a povraždili i většinu císařské gardy, obsadili celý Řím a ujali se vlády. Západořímská říše tím definitivně zanikla, Romulus Augustus unikl smrti pouze díky Ambrosinově důvtipu a chytrosti, nicméně oba byli násilně internováni na ostrově Capri. Poslední bitvu přežil i velitel císařské gardy Aurelius, kterému se podaří za pomoci krásné východořímské bojovnice a vyslankyně (Aishwarya Rai Bachchan) osvobodit část svých zajatých přátel a spolubojovníků a císaře i Ambrisina z ostrova Capri osvobodit. Romulus Augustus na Capri najde i onen legendární meč, o kterém mu vyprávěl jeho učitel Ambrosinus. Jde o meč, který nechal pro všechny budoucí římské císaře zhotovit sám Gaius Julius Caesar, na meči se nachází latinský nápis: Jedno ostří k obraně, druhé ostří k vítězství; … padne do ruky tomu …kdo je předurčen vládnout.. Východořímská říše odmítla vzít osvobozeného západořímského malého císaře pod svoji ochranu a spojila se s vládnoucími Germány a zradil jej i dosavadní přítel senátor Nestor (John Hannah). Zbytku přátel se podaří tuto zradu přečkat i potrestat a za této situace se rozhodnou vypravit do římské provincie Británie, kde jak doufají, naleznou ochranu a útočiště u poslední římské 9. legie, která zde měla trvalé sídlo. Po strastiplné cestě do Británie skutečně dorazí, avšak 9. legii zde již fakticky nenaleznou, pouze skupinu jejích bývalých vojáků, kteří se zde usadili natrvalo. Nakonec zde úspěšně svedou svoji poslední bitvu jak proti germánským pronásledovatelům tak proti místnímu tyranovi a krutovládci. Císařský meč zde zůstane jako bájný Excalibur, poslední císař Romulus Augustus se stane otcem krále Artuše a učitel a kouzelník Ambrosinus je vlastně kouzelník Merlin.

## Tvůrčí tým
- Režie:	Doug Lefler
- Scénář: Jez Butterworth, Tom Butterworth, Carlo Carlei, Peter Rader, Valerio Manfredi
- Kamera: Marco Pontecorvo
- Střih:	Simon Cozens
- Zvuk: Stefan Henrix
- Hudba:	Patrick Doyle
- Výprava: Carmelo Agate
- Kostýmy: Paolo Scalabrino
- Masky:	Giannetto De Rossi

## Obsazení
- John Hannah – Nestor, senátor
- Ben Kingsley – Ambrosinus/Merlin
- Iain Glen – Orestes
- Alexander Siddig – Theodorus Andronikos
- Robert Pugh – Kustennin
- Colin Firth – Aurelius, vrchní velitel císařské gardy
- Peter Mullan – Odoacer
- Kevin McKidd – Wulfilla
- Thomas Sangster – Romulus Augustus, poslední římský císař
- Rupert Friend – Demetrius
- Aishwarya Rai Bachchan – indická bojovnice, vyslankyně z Východořímské říše

## Zajímavost
- Převážná většina britských exteriérů byla natočena na Slovensku.

## Historické nepřesnosti
- Na meči je napsáno GAI IUL CAES. Pro praenomen Gaius se však běžně používala zkratka C.
- Vortigern byl označen jako král Anglie, což je nesmysl. Žádná Anglie v této době neexistovala, byl britským králem.
- Jak bývá u filmů z doby starověkého Říma běžné, legionáři mají výzbroj neodpovídající době: lamelovou zbroj (lorica segmentata), obdélníkové štíty, attické přilby.
- Velitel gardy je jednou nazýván Aurelianus, podruhé Aurelius.